# Middle East Times
Middle East Times — еженедельная печатная и электронная газета, основанная в 1983 году, освещающая региональные новости в странах Ближнего Востока, а также Европы, Америки, Индии и Пакистане, ориентирована на англоязычную аудиторию эмигрантов на Ближнем Востоке, была также нацелена на бизнесменов, интеллектуалов и эмигрантов в Египте. С момента своего создания газета служила интересам как саудовцев, так и большой эмигрантской общине в регионе Персидского залива. Газета публиковалась, в основном, в Египте и Соединенном Королевстве. Количество штатных писателей варьировалось от 6 до 12, в зависимости от обстоятельств. Печатное издание газеты имело около 10 000 читателей. Онлайн-версия газеты (www.metimes.com) регистрировала более пяти миллионов посещений в месяц.
Газета также примечательна тем, что в случаях, когда египетские цензоры исключили статьи «Middle East Times» в печатном издании, читатели могли просматривать эти материалы на онлайн-версии газеты.
Газета принадлежит News World Communications, которая, в свою очередь, принадлежит Церкви Объединения (кор. 통일교, 統一敎, Тхонильгё; англ. Unification Church), архивы которой имеются в Библиотеке Конгресса США. Используется правительствами стран по изучению вопросов, связанных с Ближним Востоком.

## История
В 1997 году газета «Отчет Вашингтона по Ближнему Востоку» (англ. Washington Report on Middle East Affairs), постоянно критикующая политику США и Израиля, написала хвалебную статью о Middle East Times и о Christian Science Monitor про их объективное и содержательное освещение ислама и ситуации на Ближнем Востоке.
В 2003 году было приостановлено печатное издание Middle East Times.
В 2004 году 194 статьи газеты Middle East Times, опубликованных период с 20 марта 2013 года по 1 мая 2013 года были исследованы доктором философии Чан-Хо Ли (англ. Chang-Ho Lee, Ph.D., род. 3 октября 1969 года) из Техасского университета в Остине, в своей диссертации "News Coverage of the U.S. War with Iraq: A Comparison of The New York Times, The Arab News, and The Middle East Times", в которой исследуется, как СМИ трех стран (США, Саудовская Аравия и Египет) отражает свои национальные интересы в освещении войны в Ираке.
31 августа 2018 года газета прекратила свое существование, права на товарный знак принадлежат News World Communications, Inc.